# 第38回国民体育大会
第38回国民体育大会（だい38かいこくみんたいいくたいかい）は1983年に群馬県で開催された国民体育大会である。大会3度目のいわゆる完全国体でテーマは「あかぎ国体」、スローガンは「風に向かって走ろう」である。

## 大会概要
| 季    | 期間                      | 開催地                                    | 競技数 | 参加者数 |
| ----- | ------------------------- | ----------------------------------------- | ------ | -------- |
| 冬    | 1983年1月26日 - 1月31日   | 群馬県伊香保町                            | 2      | 1,872    |
| 冬    | 1983年2月22日 - 2月25日   | 群馬県草津町                              | 1      | 1,919    |
| 夏    | 1983年9月11日 - 9月14日   | 群馬県前橋市・水上町・榛名町 東京都江東区 | 4      | 4,336    |
| 秋    | 1983年10月15日 - 10月20日 | 群馬県                                    | 33     | 20,089   |
| 合 計 | 合 計                     | 合 計                                     | 40     | 28,216   |

## エピソード
- ヨット競技（東京都江東区で実施）以外のすべての競技は県内の施設で実施された。
- 首相在任中であった中曽根康弘が秋季大会開会式に出席し、激励の挨拶を行った。
- 本大会開催に先立つ1978年に、群馬県は「スポーツ県群馬」を宣言した[1]。
- 本大会で国体マスコットの「ぐんまちゃん」が登場した[2]。

## 冬季大会

### スケート競技会・アイスホッケー競技会
第38回国民体育大会冬季大会スケート競技会・アイスホッケー競技会は、1月26日から1月31日を会期として伊香保町で開催された。

#### 実施競技・会場一覧
| 競技名                 | 競技名             | 競技名 | 会場地              | 会場                             |
| ---------------------- | ------------------ | ------ | ------------------- | -------------------------------- |
| スケート               | スピード（詳細）   |        | 伊香保町 (現渋川市) | 伊香保ハイランドスケートセンター |
| スケート               | フィギュア（詳細） |        | 伊香保町 (現渋川市) | 伊香保ハイランドスケートセンター |
| アイスホッケー（詳細） |                    |        | 伊香保町 (現渋川市) | 伊香保ハイランドスケートセンター |

### スキー競技会
第38回国民体育大会冬季大会スキー競技会は、2月22日から2月25日を会期として草津町 で開催された。

## 夏季大会

### 実施競技・会場一覧
- 水泳
- 漕艇
- ヨット
- カヌー

## 秋季大会

### 実施競技・会場一覧
- 陸上競技
- サッカー
- テニス
- ホッケー
- ボクシング
- バレーボール
- 体操
- バスケットボール
- レスリング
- ウェイトリフティング
- ハンドボール
- 自転車競技
- ソフトテニス
- 卓球
- 軟式野球
- 相撲
- 馬術
- フェンシング
- 柔道
- ソフトボール
- バドミントン
- 弓道
- ライフル射撃
- 剣道
- ラグビー
- クレー射撃
- 高校野球（公開競技）
- 山岳競技
- アーチェリー
- 空手道
- 銃剣道
- なぎなた

## 総合成績

### 天皇杯
- 1位 - 群馬県
- 2位 - 東京都
- 3位 - 埼玉県

### 皇后杯
- 1位 - 群馬県
- 2位 - 東京都
- 3位 - 兵庫県